# 5060 Йонета
5060 Йонета (5060 Yoneta) — астероїд головного поясу, відкритий 24 січня 1988 року.
Тіссеранів параметр щодо Юпітера — 3,382.
Названо на честь Йонети (яп. よねた(米田) йонета).